# Giddha

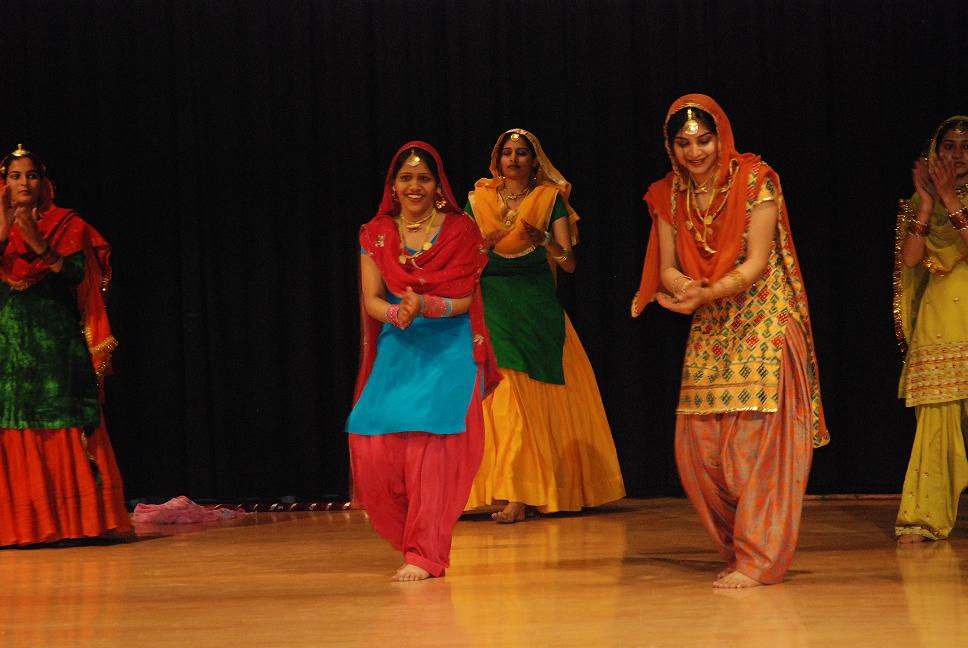
Giddha

Giddha (em panjabi: گدها, ਗਿੱਧਾ, giddhā) é uma dança folclórica popular entre as mulheres da região do Panjabe. A dança é frequentemente considerada derivada da dança antiga conhecida como dança do anel e é tão enérgica quanto o bhangra; ao mesmo tempo, consegue exibir de forma criativa a graça feminina, elegância e flexibilidade. É uma forma de dança altamente colorida que se espalhou por todas as regiões da Índia. As mulheres executam esta dança principalmente em ocasiões festivas ou sociais. A dança é acompanhada por palmas rítmicas, tendo ao fundo uma típica canção folclórica tradicional interpretada por mulheres mais velhas.
Giddha varia de outras formas de dança tradicional panjabi porque não requer a execução do tambor dhol de duas cabeças. Em vez disso, as mulheres formam um círculo e batem palmas em ritmos. Uma protagonista recitará um boli (letra) com um refrão que todo o círculo repete. Toda a forma de uma canção giddha é trabalhada nesta forma de chamada e resposta. Giddha detalha histórias da vida das mulheres, incluindo a sexualidade.

## História

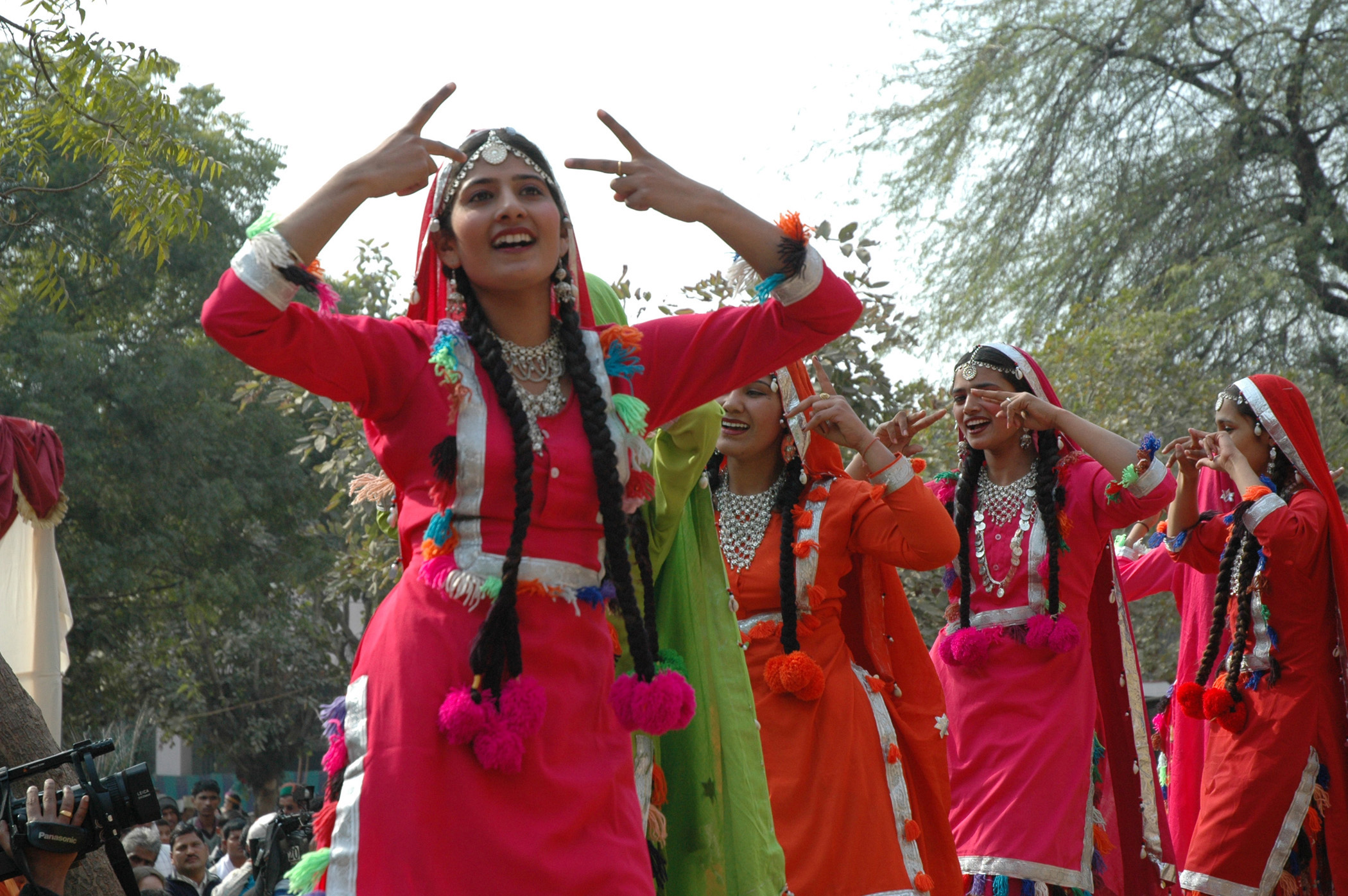
Dançarinas folclóricas de Panjabe se apresentando no Festival de Dança Folclórica ‘Lok Tarang, em Nova Delhi, 19 de janeiro de 2007

Diz-se que giddha se originou da antiga dança circular que era dominante em Punjab. Giddha exibe um modo tradicional de representar a feminilidade do Panjabe, vista através do vestido, da coreografia. Desde a partição da Índia em 1947 e a divisão do Panjabe em Panjabe Ocidental (Paquistão) e Panjabe Oriental (Índia), as danças folclóricas do Panjabe em ambos os lados da fronteira foram consolidadas, encenadas e promovidas como expressões icônicas da cultura panjabi. Embora a forma de giddha não tenha sido seriamente afetada pela partição, Gibb Schreffler escreve que ela foi classificada como a contraparte da dança feminina da forma masculina bhangra, apesar de não ser inteiramente o caso.
À medida que as formas de dança panjabi foram codificadas a partir da década de 1960, as competições de bhangra e giddha tornaram-se populares em todo Punjab e na diáspora panjabi. As formas de dança panjabi também se espalharam por trupes de dança de nível universitário no Panjabe desde a década de 1960 e em grupos de estudantes do sul da Ásia nos EUA, Reino Unido e Canadá desde a década de 1990.

## Vestimenta
Tradicionalmente, as mulheres costumavam usar salwar kameez e Ghagra em cores vivas e joias. O traje é completado com duas tranças e enfeites folclóricos no cabelo e um tikka na testa.